# 亨鑫科技
亨鑫科技有限公司，簡稱亨鑫科技（英語：Hengxin Technology Limited，SGX：I85、港交所：1085），在2003年由崔根香創立。
業務生產各種移動通信用射頻同軸電纜，總部位於江苏省宜兴市丁蜀镇陶都路138号，以及新加坡Anson路10号国际广场#15樓07室079903，股份在2006年5月11日和2010年12月23日，分別在新加坡交易所，以及香港交易所主板作為第一上市，在新加坡招股價為0.25坡元，配售股份為84,000,000股，集資額21,000,000坡元，而香港則招股價為3港元，配售股份為98,680,000股，集資額2.96億港元。

## 連結
- Hengxin.com.sg （页面存档备份，存于）
- Hengxin.com （页面存档备份，存于）